# Фтия Эпирская (жена Эакида)
Фтия (др.-греч. Φθία; IV век до н. э.) — супруга царя Эпира Эакида.

## Биография
Фтия, фессалийка по происхождению, была дочерью военачальника Менона из Фарсала, прославившегося во время Ламийской войны победой над Леоннатом, а также возглавлявшего армию греков вместе с Антифилом в битве при Кранноне.
Фтия стала женой царя Эакида из рода Пирридов. У супругов родились сын Пирр, а также дочери Деидамия, впоследствии вышедшая замуж за Деметрия Полиоркета, и Троада.
О дальнейшей судьбе Фтии исторические источники не сообщают. Однако, несмотря на то, что еще в двухлетнем возрасте ее сын, которого друзья отца спасали от козней Кассандра, нашел прибежище у царя тавлантиев Главкия, до нашего времени дошли эпирские монеты, отчеканенные во время правления Пирра, с изображением Фтии.